# نیکو کواچ
نیکو کواچ (کرواتی: Niko Kovač؛ زاده ۱۵ اکتبر ۱۹۷۱) بازیکن پیشین و مربی کنونی فوتبال اهل کرواسی است. وی هم اکنون هدایت باشگاه فوتبال بوروسیا دورتموند بر عهده دارد.
او سابقه هدایت تیم ملی فوتبال کرواسی، آینتراخت فرانکفورت، بایرن مونیخ و موناکو را در کارنامه دارد.

## افتخارات

### بازیکن
بایر لورکوزن
نایب قهرمان بوندس‌لیگا: ۹۷–۱۹۹۶، ۹۹–۱۹۹۸

### بایرن مونیخ
جام بین قاره ای: ۲۰۰۱
بوندس‌لیگا: ۰۳–۲۰۰۲
جام حذفی آلمان: ۰۳–۲۰۰۲

### ردبول سالزبورگ
بوندس‌لیگا اتریش: ۰۷–۲۰۰۶

### مربی
آینتراخت فرانکفورت
جام حذفی آلمان: ۱۸–۲۰۱۷

### بایرن مونیخ
بوندس‌لیگا: ۱۹–۲۰۱۸
جام حذفی آلمان: ۱۹–۲۰۱۸
سوپر جام آلمان: ۲۰۱۸

## فعالیت‌های باشگاهی

### تیم‌های ابتدایی
کواچ از ابتدا در ۸ سالگی به باشگاه فوتبال راپید ودینگ و سپس به هرتا زلندورف پیوست و تبدیل به یکی از بازیکنان اصلی این تیم شد. او در ۲۵ بازی‌ای که برای آنها انجام داد ۷ گل به ثمر رساند که برای یک هافبک آمار بدی نیست. او در تابستان ۱۹۹۱ به هرتا برلین پیوست و تجارب حرفه‌ای خود را از آنجا آغاز کرد. آنها در آن سال در بوندسلیگا ۲ به سر می‌بردند. کواچ در دورهٔ جوانی خود به ورزش جودو نیز اهمیت داد به‌طوری که در آن موفق شد کمربند آبی جودو را به‌دست بیاورد. او پس از اتمام دوران دبیرستانش، تحصیلات خود را در دانشگاه فرای برلین ادامه داد و موفق به دریافت مدرک تحصیلی در آموزش‌های تجاری شد. وی پس از ۸ ترم، وقتی از سوی باشگاه بایر لورکوزن به او پیشنهاد داده‌شد، دانشگاه را ترک کرد و با لورکوزن قرارداد بست.

### بایر لورکوزن
در تابستان ۱۹۹۶ کواچ هرتا برلین را در بوندسلیگا ۲ رها کرد تا به بایر لورکوزنی که در بوندسلیگا ۱ حضور داشت بپیوندد. او اولین بازی بوندسلیگایی خود را در ۱۷ اوت ۱۹۹۶ در برابر بروسیا دورتموند انجام داد. او در این بازی که با نتیجهٔ ۴ بر ۲ به نفع کواچ و یارانش تمام‌شد، بعنوان بازیکن تعویضی به میدان آمد. وی در اولین فصل خود با لورکوزن ۳۲ بازی در بوندسلیگا انجام داد و ۳ گل به ثمر رساند. اگرچه او به دلیل مصدومیت مقابل اشتوتگارت در دسامبر ۱۹۹۷ چندین مسابقهٔ حساس و مهم تیمش را در فصل ۱۹۹۷–۹۸ از دست داد.
وی در سه فصلی که همراه لورکوزن بود، موفق به انجام ۷۷ مسابقهٔ بوندسلیگایی شد و ۸ گل به ثمر رساند. او در این مقطع با برادر کوچک‌ترش رابرت کواچ هم‌تیمی بود.

### هامبورگ
کواچ در تابستان ۱۹۹۹ به هامبورگ پیوست و دو فصل را با این باشگاه سپری کرد. او در طول حضورش در هامبورگ ۵۵ مسابقه انجام داد و ۱۲ گل به ثمر رساند. در تابستان ۲۰۰۱ بود که اعلام شد باشگاه بایرن مونیخ تمایل به امضای قرارداد با نیکو کواچ و برادرش رابرت را دارد.

### بایرن مونیخ
کواچ نتوانست جایگاه خود در ترکیب اصلی بایرن را به‌خوبی تثبیت کند و مجبور شد در تابستان ۲۰۰۳ پس از ۲ فصل حضور، انجام ۳۴ مسابقه و به ثمر رساندن ۳ گل برای بایرن، این تیم را برای یکی از تیم‌های قبلی‌اش یعنی هرتا برلین ترک کند.

### هرتا برلین
کواچ برای باری دیگر به هرتا برگشت و در طول ۷۵ مسابقه‌ای که در این تیم انجام داد، برای این تیم ۸ گل به ثمر رساند.

### ردبول سالزبورگ
پس از جام جهانی ۲۰۰۶، کواچ هرتا را پس از سه فصل حضور ترک کرد تا به ردبول سالزبورگ بپیوندد. او به یکی از مهره‌های کلیدی این تیم تبدیل شد و در هر ۴ مسابقهٔ پلی-آف لیگ قهرمانان اروپای آنها در تابستان ۲۰۰۶ حضور یافت. در ۲۶ آگوست ۲۰۰۶، کواچ اولین گل خود را برای این تیم در بوندسلیگا و در برابر واکر تیرول به ثمر رساند. این بازی با نتیجهٔ ۴ بر ۰ به سود کواچ و هم‌تیمی‌هایش به اتمام رسید.
او در ۲۹ مه ۲۰۰۹ پس از ۳ سال ردبول سالزبورگ و فوتبال حرفه‌ای را ترک کرد. او آخرین مسابقهٔ خود را در یک بازی دوستانه در برابر بایرن مونیخ، تیم سابقش انجام داد و در دقیقهٔ پانزدهم مسابقه تعویض شد.

## فعالیت‌های ملی
کواچ اولین مسابقهٔ خود برای تیم ملی کرواسی را در تاریخ ۱۱ دسامبر ۱۹۹۶ در کازابلانکا در برابر تیم ملی مراکش انجام داد. او پس از آن در مقدماتی جام جهانی ۱۹۹۸ حضور یافت ولی نتوانست به‌صورت کامل تیمش را به دلیل مصدومیت همراهی کند.
وی در ۵ مسابقهٔ مقدماتی جام جهانی فوتبال ۲۰۰۲ نیز بازی کرد و یکی از ۴ گل تیمش را در دیدار در برابر تیم ملی فوتبال سان مارینو به ثمر رساند. او در هر سه مسابقهٔ گروهی در این دوره حضور یافت ولی نتوانست تیم ملی‌اش را به مرحلهٔ حذفی برساند و آنها پس از نمایشی خارق‌العاده در سال ۱۹۹۸، چهار سال بعد و در سال ۲۰۰۲ در مرحلهٔ گروهی بعنوان تیم سوم حذف شدند. او در مرحله مقدماتی جام ملت‌های اروپا ۲۰۰۴ نیز برای کشورش مرتباً به میدان رفت و در ۷ بازی‌ای که انجام داد ۲ گل در برابر تیم ملی استونی و تیم ملی آندورا به ثمر رساند. کرواسی این دو مسابقه را به‌ترتیب با نتایج ۱–۰ با تک گل ارزشمند کواچ و ۰–۳ به پایان رساند. او در جام ملت‌های اروپا ۲۰۰۴ اولین گل مسابقهٔ بین تیم ملی کشورش و تیم ملی انگلستان را به ثمر رساند ولی بازی با نتیجهٔ ۴–۲ به سود انگلستان به پایان رسید و کرواسی برای باری دیگر از بین چهار تیم گروه سوم شد و جواز حضور در مرحلهٔ حذفی را به دست نیاورد.
پس از یورو ۲۰۰۴، کواچ به کاپیتان تیم ملی کرواسی تبدیل شد و آنها را در مراحل مقدماتی جام جهانی ۲۰۰۶ یاری کرد. او در ۹ بازی از ۱۰ بازی انجام‌شده حضور یافت و ۲ گل به ثمر رساند؛ هر دو در برد خانگی ۴–۰ تیم ملی کرواسی در برابر ایسلند در زاگرب. او از بدشانسی در اولین بازی مرحلهٔ گروهی در برابر تیم ملی برزیل در دقیقهٔ ۴۰ مسابقه مصدوم شد و مجبور شد از زمین بازی بیرون برود. با وجود مصدومیت، کواچ موفق شد خود را به بازی تیم ملی‌اش در برابر تیم ملی استرالیا برساند و در آن بازی گل هم بزند ولی بازی با نتیجهٔ تساوی ۲–۲ به پایان رسید و کروات‌ها برای بار سوم پس از کسب عنوان سومی در جام جهانی ۱۹۹۸، در گروه‌شان سوم شدند و به مراحل حذفی راه پیدا نکردند.
جام ملت‌های اروپا ۲۰۰۸ برای کاپیتان کواچ کمی تلخ و شیرین بود. او در مسابقات مقابل تیم‌های ملی آلمان و ترکیه عملکردی بی‌نظیر از خود به جای گذاشت و در حضور بازیکنان سرشناسی همچون لوکا مودریچ، در برابر آلمان بهترین بازیکن بازی نام گرفت. در این روزها بود که کاپیتان کواچ وداع خود از بازی‌های ملی را پس از رقابت‌های یورو ۲۰۰۸ به‌صورت رسمی اعلام کرد.
کواچ خداحافظی خود از تیم ملی فوتبال کرواسی را در تاریخ ۷ ژانویه ۲۰۰۹ اعلام کرد و دلیل اصلی آنرا دادن شانس به بازیکنان آینده‌دار و جوان‌تر اعلام کرد.

### گل‌های ملی
| گل    | تاریخ          | ورزشگاه                            | حریف            | شمارهٔ گل | نتیجه | دورهٔ مسابقات                  |
| ----- | -------------- | ---------------------------------- | --------------- | -------- | ----- | ----------------------------- |
| ۱     | ۲۹ مارس ۲۰۰۰   | ورزشگاه ماکیسمیر، زاگرب            | آلمان           | ۱ – ۱    | ۱ – ۱ | بازی دوستانه                  |
| ۲     | ۵ سپتامبر ۲۰۰۱ | ورزشگاه المپیکو سرواله، سان مارینو | سان مارینو      | ۱ – ۰    | ۴ – ۰ | مقدماتی جام جهانی ۲۰۰۲        |
| ۳     | ۸ مه ۲۰۰۲      | ورزشگاه پی‌ام‌اف‌سی، پچ، مجارستان     | مجارستان        | ۲ – ۰    | ۲ – ۰ | بازی دوستانه                  |
| ۴     | ۱۱ ژوئن ۲۰۰۳   | ورزشگاه آ. له کوک آرنا، تالین      | استونی          | ۱ – ۰    | ۱ – ۰ | مقدماتی جام ملت‌های اروپا ۲۰۰۴ |
| ۵     | ۵ سپتامبر ۲۰۰۳ | ورزشگاه کمونال، ایکسیوال           | آندورا          | ۱ – ۰    | ۳ – ۰ | مقدماتی جام ملت‌های اروپا ۲۰۰۴ |
| ۶     | ۲۱ ژوئن ۲۰۰۴   | ورزشگاه استادیو دا لوز، لیسبون     | انگلستان        | ۱ – ۰    | ۲ – ۴ | جام ملت‌های اروپا ۲۰۰۴         |
| ۷–۸   | ۲۶ مارس ۲۰۰۵   | ورزشگاه ماکیسمیر، زاگرب            | ایسلند          | ۱ – ۰    | ۴ – ۰ | مقدماتی جام جهانی ۲۰۰۶        |
| ۷–۸   | ۲۶ مارس ۲۰۰۵   | ورزشگاه ماکیسمیر، زاگرب            | ایسلند          | ۳ – ۰    | ۴ – ۰ | مقدماتی جام جهانی ۲۰۰۶        |
| ۹     | ۲۲ ژوئن ۲۰۰۶   | ورزشگاه مرسدس بنز آرنا، اشتوتگارت  | استرالیا        | ۲ – ۱    | ۲ – ۲ | جام جهانی ۲۰۰۶                |
| ۱۰–۱۱ | ۲۲ اوت ۲۰۰۷    | ورزشگاه کزوو، سارایوو              | بوسنی و هرزگوین | ۳ – ۲    | ۵ – ۳ | بازی دوستانه                  |
| ۱۰–۱۱ | ۲۲ اوت ۲۰۰۷    | ورزشگاه کزوو، سارایوو              | بوسنی و هرزگوین | ۵ – ۳    | ۵ – ۳ | بازی دوستانه                  |
| ۱۲    | ۲۴ مه ۲۰۰۸     | ورزشگاه کانتریدا، رییکا            | مولدووا         | ۱ – ۰    | ۱ – ۰ | بازی دوستانه                  |
| ۱۳    | ۳۱ مه ۲۰۰۸     | ورزشگاه سوزا فرانس، بوداپست        | مجارستان        | ۱ – ۰    | ۱ – ۱ | بازی دوستانه                  |
| ۱۴    | ۶ سپتامبر ۲۰۰۸ | ورزشگاه ماکیسمیر، زاگرب            | قزاقستان        | ۱ – ۰    | ۳ – ۰ | مقدماتی جام جهانی ۲۰۱۰        |